# Siegfried Erdmann von Zierotin
Siegfried Erdmann von Zierotin (zm. 1708) – syn Bernarda von Zierotina i Anny Cathariny z domu Dalwitz (?–1666).

## Życiorys
W 1655, po śmierci ojca, odziedziczył dwa państwa stanowe: Niemodlin (Herrschaft Falkenberg) oraz Tułowice (Herrschaft Tillowitz) (z uwagi na niepełnoletniość Siegfrieda dobrami tymi do 1666 zarządzała jego matka). Za jego czasów nastąpiła odbudowa państwa niemodlińskiego po zniszczeniach wojny trzydziestoletniej.
Był nadłowczym biskupa wrocławskiego, Karola Ferdynanda Wazy oraz starostą okręgowym Opola, Niemodlina, Białej i Prudnika.
Zawarł związek małżeński z Anną Therese von Stillfried (zm. 1718).